# Eubergia baetifica
Eubergia baetifica är en fjärilsart som beskrevs av Eugène Louis Bouvier 1930. Eubergia baetifica ingår i släktet Eubergia och familjen påfågelsspinnare. Inga underarter finns listade i Catalogue of Life.